# Palacio Tiepolo
El palacio Tiepolo es un edificio histórico italiano de estilo renacentista situado en el sestiere de San Polo junto al Gran Canal de Venecia, al lado del palacio Pisani Moretta.

## Descripción
El edificio se construyó mediado el siglo XVI en el solar de una vivienda anterior de origen véneto-bizantino. Se desconoce al autor del proyecto.
La fachada principal, de cara al Canal, en estilo renacentista veneciano, está dividida por medio de tres cornisas marcaplantas en la que se desarrollan cuatro alturas: una planta a ras de suelo, dos plantas nobles y un altillo bajocubierta.
En la planta baja destacan las dos puertas gemelas con arcos de medio punto. Las plantas nobles poseen ventanas de cuatro aberturas con arcos y balcón en el centro, acompañadas de dos monóforas a cada lado.
Sobre la línea central del alero destaca una buhardilla con dos ventanas.
Aunque con el paso del tiempo han ido desapareciendo, la fachada estuvo decorada con frescos de Andrea Schiavone.